# Estimia
|  | «Auxilia» redirigeix aquí. Vegeu-ne altres significats a «Auxilia (tropa)». |

Estimia és una associació sense ànim de lucre que té com a objectiu l'ajuda a les persones amb discapacitats físiques i els malalts de llarga durada. L'entitat, que abans es deia Auxilia, entre d'altres ofereix un servei de centre ocupacional i una escola d'educació especial. L'associació va néixer a França el 1926. Després ho feu a Bèlgica, Itàlia, Suïssa i el 1952 a Espanya.
El 2014 va inaugurar un nou centre residencial a la Via Augusta de Barcelona per a discapacitats amb 30 places fixes i un centre de dia per 12 persones. Va tenir un cost de 3 milions d'euros assumits per la Generalitat de Catalunya (1,8) i la Caixa (1,2). Es va edificar al costat d'un CAP.
Entre els seus projectes, el 2009 van impulsar la creació d'un hort ecològic accessible. Entre les visites que fan, el 2013 van visitar l'Escola d'Hoteleria Joviat. El 2015 van iniciar juntament amb altres entitats Estimart, una pàgina web per exposar l'obra artística dels seus usuaris.